# Terremoto di Caracas del 1812
Il terremoto di Caracas del 1812 ebbe luogo in Venezuela il 26 marzo 1812 (Giovedì santo) alle 4:37 p.m. La sua magnitudo fu di 7,7 gradi della scala Richter. Esso causò danni estesi a Caracas, La Guaira, Barquisimeto, San Felipe e  Mérida. Il numero stimato delle vittime fu di 15000–20000 decessi, oltre a incalcolabili danni materiali.
Il movimento sismico fu così forte che nelle zone denominate "Valecillo" si  formò un nuovo lago a causa dello sbarramento provocato dal terremoto sul fiume Yurubí. Numerosi ruscelli nella valle di Caracas mutarono il loro corso e la valle fu inondata da acqua sporca.
Sulla base di descrizioni di allora, si ritiene che il terremoto sia consistito in due scosse sismiche seguitesi a un intervallo di 30 minuti. La prima distrusse Caracas e la seconda Mérida, ove stava piovendo quando ebbe luogo il terremoto.

## Citazioni
La notizia della distruzione di Caracas fu così diffusa che la Gazeta de Caracas propose la fondazione di una nuova città capitale nella "…bella […] Catia La Mar dove si può respirare aria pura…".
Poiché il terremoto si manifestò il Giovedì Santo, mentre era in corso la guerra d'indipendenza del Venezuela, le autorità realiste lo spiegarono come una punizione divina per la ribellione contro la Corona Spagnola. L'arcivescovo di Caracas, Narciso Coll y Prat, si riferì all'evento come "…il terrificante ma ben meritato terremoto" che "…conferma ai nostri giorni le profezie rivelate da Dio agli uomini sulle antiche empie e orgogliose città: Babilonia, Gerusalemme e la Torre di Babele".
Il primo aiuto internazionale ricevuto dal Venezuela per il terremoto provenne dagli Stati Uniti d'America quando:
( Alexander Von Humboldt, 14, in Il viaggio nelle regioni equinoziali del Nuovo Continente, fatto nel 1799–1804.)
Questi 50 000$ furono il primo esempio di un aiuto all'estero degli Stati Uniti d'America.